# Józef Ratajczak (major)
Józef Ratajczak (ur. 24 lutego 1897 w Poznaniu, zm. 27 lub 28 maja 1942 w lesie Sękocińskim) – żołnierz armii niemieckiej, armii wielkopolskiej i major Wojska Polskiego, komendant Okręgu Pomorze ZWZ, kawaler Orderu Virtuti Militari, harcmistrz.

## Życiorys
Urodził się w rodzinie Jana, robotnika magistrackiego, i Franciszki z Karolczaków. Absolwent gimnazjum matematyczno-przyrodniczego i uczestnik strajku szkolnego. Podczas nauki należał do różnych organizacji niepodległościowych i organizował Główną Kwaterę Skautową w Rzeszy Niemieckiej. W 1917 zmobilizowany do armii niemieckiej z której wrócił w listopadzie 1918. Brał następnie udział w powstaniu wielkopolskim. W Poznaniu pełnił funkcję dowódcy kompanii Służby Straży i Bezpieczeństwa. Od 18 stycznia 1919 jako dowódca plutonu 1. kompanii skautowej w szeregach 1 pułku Strzelców Wielkopolskich, późniejszego 55 pułku piechoty. Następnie w jego szeregach brał udział w walkach powstańczych w Wielkopolsce. Później już w szeregach odrodzonego Wojska Polskiego walczył podczas obrony Lwowa. Od maja 1919 pełnił funkcję dowódcy 3. kompanii, później 7. kompanii w 1 pułku strzelców Wielkopolskich.
Za „wyjątkowe męstwo okazane 16 VIII pod Kołbielą w walkach z bolszewikami” odznaczony Orderem Virtuti Militari.
Od 17 października 1920 zajmował stanowisko dowódcy II batalionu w 55 pułku piechoty. W 1922 zdał maturę, a następnie ukończył studia na wydziale wychowania fizycznego w Uniwersytecie Poznańskim. Do listopada 1924 pełnił służbę na stanowisku oficera instrukcyjnego przy Powiatowej Komendzie Uzupełnień Poznań Miasto, a następnie wrócił do macierzystego pułku. W marcu 1926 został przeniesiony do 58 pułku piechoty w Poznaniu. 19 marca 1928 został mianowany kapitanem ze starszeństwem z 1 stycznia 1928 i 357. lokatą w korpusie oficerów piechoty. W grudniu 1929 został przydzielony do 7 Okręgowego Urzędu Wychowania Fizycznego i Przysposobienia Wojskowego w Poznaniu. W kwietniu 1933 został przeniesiony z Dowództwa Okręgu Korpusu Nr VII w Poznaniu do 84 pułku piechoty w Pińsku. 27 czerwca 1935 został mianowany majorem ze starszeństwem z 1 stycznia 1935 i 78. lokatą w korpusie oficerów piechoty oraz wyznaczony na stanowisko dowódcy batalionu. W następnym roku ukończył kurs oficerów sztabowych w Centrum Wyszkolenia Piechoty w Rembertowie. W 1939 pełnił służbę w Centrum Wyszkolenia Piechoty na stanowisku wykładowcy przedmiotu taktyka piechoty.

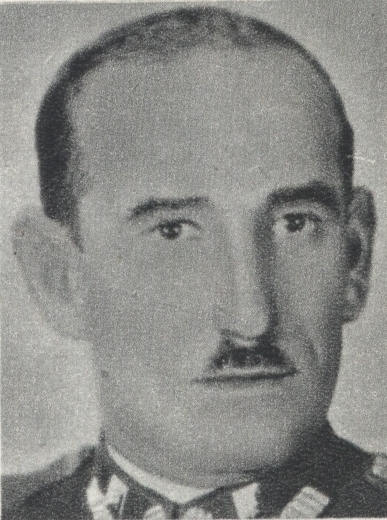
Józef Ratajczak, mjr

Obowiązki służbowe łączył z działalnością w Harcerstwie. Pełnił funkcję zastępcy naczelnika Naczelnej Rady Harcerskiej, komendanta chorągwi poznańskiej i poleskiej (1937–1938). W maju 1939 został komendantem-komisarzem Pogotowia Harcerzy Głównej Kwatery ZHP i jednocześnie zastępcą komendanta Chorągwi Warszawskiej ZHP.

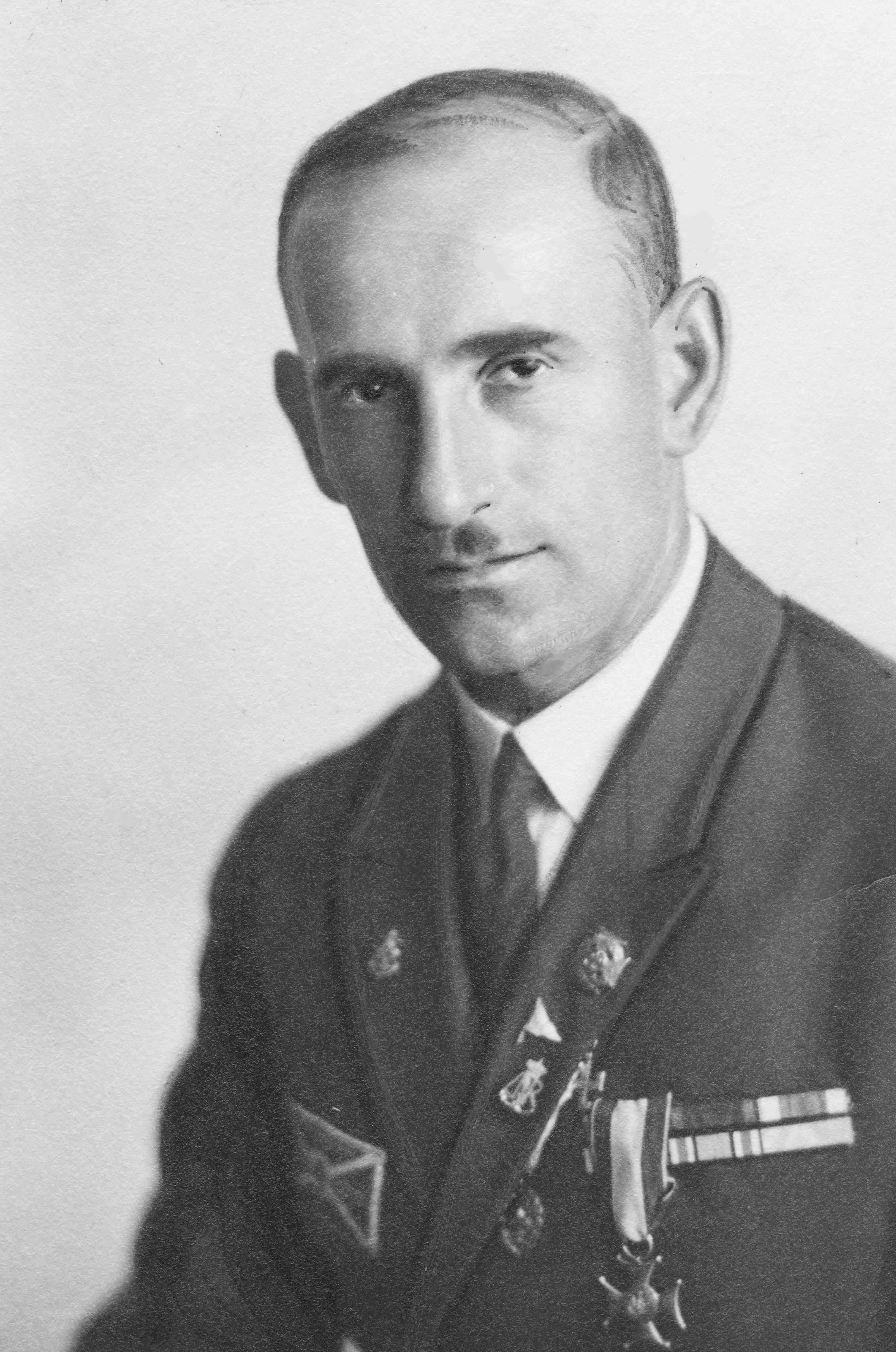
Józef Ratajczak - komendant międzynarodowego zlotu skautów wodnych

24 sierpnia 1939 objął dowództwo I batalionu 15 pułku piechoty. Na jego czele walczył w kampanii wrześniowej. Podczas okupacji niemieckiej w Związku Walki Zbrojnej był komendantem Okręgu Pomorze.
Został aresztowany przez Gestapo 24 listopada 1940 w Warszawie i osadzony na Pawiaku. Torturowany w śledztwie, nie wydał nikogo. W nocy z 27 na 28 maja 1942 został wywieziony z Pawiaka na noszach i rozstrzelany w lesie Sękocińskim koło Magdalenki.

## Życie prywatne
W 1927 zawarł związek małżeński z Ewą Haliną Hubaczek, harcmistrzynią z Krakowa. Mieli troje dzieci: Różę (ur. 1928), Marię (ur. 1929) i Janusza Jana (ur. 1930).

## Awanse
- sierżant sztabowy – 18 stycznia 1919[5]
- podporucznik – 22 maja 1919[5]
- porucznik – czerwiec 1922[5]

## Ordery i odznaczenia
- Krzyż Złoty Orderu Wojskowego Virtuti Militari[5][17]
- Krzyż Srebrny Orderu Wojskowego Virtuti Militari nr 382[1][5][18]
- Krzyż Niepodległości (20 lipca 1932)[19]
- Krzyż Walecznych (czterokrotnie)[5]
- Srebrny Krzyż Zasługi (19 marca 1931)[20]